# Фелісет (кішка-астронавт)
Фелісет (фр. "Félicette") — перша кішка-астронавт, що у 1963 році здійснила суборбітальний політ у рамках французької космічної програми.

## Підготовка
Котів запускала в космос тільки Франція. Програмою опікувався Навчально-науковий центр авіаційної медицини (фр. Centre d'Enseignement et de Recherches de Médecine Aéronautique, CERMA). Франція є третьою країною, що запустила у космос тварин. 22 лютого 1961 року вперше була запущена ракета із щуром на ім'я Гектор, а у жовтні — ще дві. Проте, учені хотіли використовувати більших за розмірами тварин, і задля цього були обрані коти.
Для підготовки відібрали чотирнадцять вуличних тварин, усі з яких були самицями через спокійнішу поведінку. З метою запобігання особистої прив'язаності усі кішки не мали персональних імен, лише кодові цифрові позначення. Тваринам було імплантовано кілька електродів для реєстрації різноманітної біоелектричної активності: два на задній правій лапі для моніторингу електрокардіограми, ще дев'ять у мозку (вентральний гіпокамп, ретикулярна формація, соматосенсорна та асоціативна кора, а також у лобовій пазусі). Під час польоту додаткові два електроди було прикріплено до передньої ноги задля стимуляції в разі потреби. Коти проходили навчання за спеціально розробленою програмою, деякі її етапи були подібними до сучасного тренування астронавтів (наприклад, за допомогою центрифуги). Специфічним компонентом підготовки тварин була адаптація до знерухомлення під час перебування у спеціальному контейнері. В такий спосіб їх тренували близько двох місяців; довший термін був небезпечний через можливе погіршення стану електродів.

## Політ
Безпосередня підготовка до запуску розпочалася 8 жовтня 1963 року. 11 жовтня відбулося випробовування носового маячка, його перевозили за допомогою гелікоптера та успішно відслідковували з наземних станцій спостереження. 12 жовтня було виявлено помилки в роботі телеметричної системи, але наступного дня вона успішно пройшла тест. 16 жовтня усі системи було визнано готовими.
За результатами тренування до «фіналу» відбору потрапили шість тварин. За день до старту з них було відібрано двоколірну кішку з кодовим ім'ям C341 — майбутню Фелісет. На той час вона важила всього 2.5 кг, що було одним із важливих факторів прийняття рішення. Другим чинником була її спокійна поведінка.
В якості носія використали метеорологічну ракету Véronique AGI 47. Старт відбувся 18 жовтня 1963 року о 8:09 із дослідного полігону «Хаммагір» в Алжирі, у пустелі Сахара. Розгін тривав 42 секунди і в цей час кішка переживала прискорення до 9.5 g. Після цього носова частина із твариною всередині від'єдналася від розгінної секції, це відбулося на висоті 152 км. Падіння тривало близько 5 хвилин, і в цей час астрокішка перебувала у стані мікрогравітації («невагомості»). Далі внаслідок обертання та вібрацій перевантаження всередині капсули збільшилося до 7 g. Через 8 хвилин 55 секунд від старту було випущено парашут, внаслідок чого перевантаження сягнуло 9 g. Загалом політ тривав 13 хвилин. До місця приземлення капсули прибув гелікоптер. Кішка була виявлена живою та неушкодженою. Так C341 стала першою кішкою, яка досягла космічного простору.

## Результати та наслідки польоту
Під час польоту вдалося зібрати високоякісні дані, за виключенням активності ретикулярної формації та записів під час входження в атмосферу. За даними телеметрії під час розгону кішка перебувала у стані притомності. Настання мікрогравітації призвело до сповільнення серцевого ритму та суттєвого зниження інтенсивності дихання. Турбулентність під час повернення до атмосфери погіршила якість даних, і їх було важко проаналізувати та інтерпретувати.
Результати польоту були повідомлені ЗМІ, які дали С341 ім'я Фелікс на честь популярного на той час героя коміксів кота Фелікса. CERMA прийняло це, змінивши на фемінітив, так C341 отримала офіційне ім'я Фелісет.
За два місяці після польоту її було евтаназовано з метою вивчення мозку.
Програмою була передбачена і друга спроба польоту — із колегою Фелісет. Цей старт відбувся 24 жовтня. Під час від'єднання ракети від стартової платформи виникли технічні негаразди, внаслідок чого ракета розпочала рух під неправильним кутом. До того ж під час старту перестав працювати радіопередавач, що ускладнило пошуки місця падіння. Пошукова команда на гелікоптері помітила парашут, але не змогла сісти на поверхню. Наступного дня до ракети було направлено наземну місію, яка виявила ракету та сильно ушкоджену носову частину.
Доля решти кішок з вихідної групи переважно невідома. Одна з них погано перенесла хірургічну операцію, через що була виключена з програми. Члени команди залишили її як талісман, давши ім'я Скубіду.
Надалі космічна програма Франції переключилася на використання мавп. Відтак, Фелісет лишилася не тільки першою, а й єдиною кішкою-астронавтом.

## Вшанування пам'яті
Після перших повідомлень про успіх місії із Фелісет, її медійна популярність швидко закінчилася.
На честь Фелісет було випущено кілька серій поштових марок, зокрема, у 1992 році в Союзі Коморських Островів, у 1997 — у Республіці Чад, а у 1999 — у Нігері. Проте, на них Фелісет була помилково позначена як самець на ім'я Фелікс.
Цікаво, що інші тварини-астронавти набули більшої популярності. Радянські собаки Білка та Стрілка є героями коміксів та мультфільмів. Лайці — першій собаці, яку було виведено на орбіту Землі, у 1997 році в Зоряному містечку (Росія) встановлено бронзовий пам'ятник. Перший американський астронавт-шимпанзе на ім'я Хем похований у Міжнародній Космічній Залі Слави (International Space Hall of Fame) в Аламоґордо (стат Нью-Мексико, США), а його скелет є експонатом Національного Музею Здоров'я та Медицини (National Museum of Health and Medicine) у Сілвер-Спринг (штат Меріленд, США). Крім марок із неправильно зазначеною статтю, місія Фелісет більше півстоліття ніяк не була відзначена.
У 2017 році ентузіаст Метью Серж Гай (Matthew Serge Guy) запустив краудфандінгову кампанію для збору коштів на пам'ятник Фелісет. У квітні 2018 року кампанія зібрала необхідні 40000£. Дизайнером пам'ятника став Джил Паркер (Gill Parker). Його було відкрито 18 грудня 2019 року у Міжнародному Космічному Університеті в Стразбурзі. Пам'ятник має висоту 1.5 м. Він зображає кішку, яка сидить на Земній кулі, вдивляючись у небо, куди вона колись мандрувала.